# Halodromus patellidens
Halodromus patellidens is een spinnensoort in de taxonomische indeling van de renspinnen (Philodromidae).
Het dier behoort tot het geslacht Halodromus. De wetenschappelijke naam van de soort werd voor het eerst geldig gepubliceerd in 1977 door Gershom Levy.